# ヴィンセント・トゥシツカ
ヴィンセント・トゥシツカ（Vincent Tshituka、1998年9月10日 - ）は、ユナイテッド・ラグビー・チャンピオンシップシャークスに所属するラグビーユニオン選手。

## プロフィール
- コンゴ民主共和国出身。

- ポジションはフランカー (FL)。

- 身長 195 cm、体重 107 kg

- 南アフリカ代表キャップは1（2025年8月現在）

## 略歴
ゴールデン・ライオンズ、シャークスを経て、2022年、シャークスに加入。
2025年6月29日、バーバリアンズ戦で南アフリカ代表デビュー。